# Cryptocephalus convergens
Cryptocephalus convergens es una especie de insecto coleóptero de la familia Chrysomelidae.
Fue descrita científicamente en 2001 por Sassi.